# 温处道
温处道，清朝政府在浙江省设置的道。
康熙六年（1667年），设杭嘉湖道、宁绍台道、金衢严道、温处道四道于浙江省内，介于省与府之间。温处道位于浙江省南部，包括温州府和处州府。行政长官俗称“道台”，驻扎温州府府城内。袁世凯曾担任过该职务。